# Saugeot
Saugeot település Franciaországban, Jura megyében. Lakosainak száma 56 fő (2022. január 1.). Saugeot Denezières, Bonlieu, Menétrux-en-Joux és Uxelles községekkel határos.

## Népesség
A település népessége az elmúlt években az alábbi módon változott:
| Lakosok száma | 94   | 82   | 71   | 61   | 53   | 62   | 66   | 61   | 58   | 56   |
|               | 1968 | 1982 | 1990 | 2006 | 2013 | 2015 | 2017 | 2019 | 2020 | 2022 |